# 日本テレビ系列金曜夕方5時台枠のアニメ
日本テレビ系列金曜夕方5時台枠のアニメ（にほんテレビけいれつきんようゆうがたごじだいわくのアニメ）は、日本テレビが毎週金曜 17:00 - 17:30 および 17:30 - 18:00 （日本標準時）に編成していたテレビアニメ作品の一覧である。

## 概要

### 前半 (17:00 - 17:30)
この時間帯で放送された最初の新作アニメは、1982年10月に水曜19:00から移動してきた『魔境伝説アクロバンチ』である。同作品の終了後には同時間帯で中京テレビの『お笑いマンガ道場』や『火曜サスペンス劇場』の再放送『サスペンス傑作劇場』が放送され、アニメの放送は3年9か月間にわたって中断していた。
1986年10月に『お笑いマンガ道場』が木曜17:00へ移動すると、後半枠から『戦え!超ロボット生命体トランスフォーマー』が移動してきてアニメ番組が復活。その後も同時間帯では『トランスフォーマーシリーズ』の作品が3作にわたって放送されていた（『超神マスターフォース』以降の作品は火曜17:00枠で放送）。その後は『それいけ!アンパンマン』を除いて、ASATSU（後のアサツー ディ・ケイ、現：ADKエモーションズ）による広告代理店およびアニメ作品が放送され、1993年12月24日の『ミラクル☆ガールズ』最終回をもって新作アニメの放送は一旦終了した。その後は『所さんの目がテン』が再放送枠となっている。
その後は再放送枠となったが、1996年秋に『NNNニュースプラス1』が放送開始時刻を繰り上げたことにより、それまで月曜17:30枠で放送されていた『アンパンマン』がこの枠へ移動してきて新作アニメの放送が再開。同作品は、『ニュースプラス1』が17時スタートになる2000年までこの枠で放送され続けた。

### 後半 (17:30 - 18:00)
後半で新作アニメの放送が始まったのは前半よりも半年早く、1982年春に金曜18:00から移動してきた『六神合体ゴッドマーズ』がこの枠最初の作品となった。『ゴッドマーズ』の終了後にはアニメもしくは特撮の再放送枠に転用されたが、半年後の1983年7月に『ピュア島の仲間たち』の放送開始によって新作アニメが再開。途中に特撮作品の『星雲仮面マシンマン』を挿みつつも、1985年春に『機甲界ガリアン』が終了するまで続いた。
『火曜サスペンス劇場』の再放送で半年間中断した後、それまで土曜朝に放送されていた『戦え!超ロボット生命体トランスフォーマー』がこの枠へ移動。『トランスフォーマー』が前半枠へ移動した後は『Bugってハニー』が1年間放送されていたが、その後はバラエティ番組の放送枠となって再びアニメの放送が中断した。
1988年10月に、それまで金曜16:30枠で放送されていた『シティーハンター2』がこの枠へ移動してきたことで新作アニメの放送が再開。その後は1970年代にフジテレビで放送されていた『昆虫物語 みなしごハッチ』のリメイク版が1年強にわたって放送されていたが、同作品の終了後には再び新作アニメの放送が中断した。
それから4年後の1994年秋には、この枠では久々の新作アニメとなる『D・N・A² 〜何処かで失くしたあいつのアイツ〜』がスタートしたが、同作品の終了後にはこの枠で新作アニメは放送されておらず、『ニュースプラス1』が17:30スタートになる1996年秋までアニメもしくは特撮の再放送枠として使われていた。

## 作品リスト

### 前半 (17:00 - 17:30)
| 作品名                                                                     | 放送期間                       | 話数 | 原作            | 製作会社                                                   | 備考 |
| -------------------------------------------------------------------------- | ------------------------------ | ---- | --------------- | ---------------------------------------------------------- | --- |
| 魔境伝説アクロバンチ （第13話 - 第24話）                                   | 1982年10月8日 - 12月24日       | 12   | 山本優 （原案） | 国際映画社 東映動画                                        | 水曜19:00枠から移動                                                                                           |
| （アニメ中断。この間は『お笑いマンガ道場』と『サスペンス傑作劇場』を放送） |                                |      |                 |                                                            | |
| 戦え!超ロボット生命体トランスフォーマー                                    | 1986年10月3日 - 11月7日        | 6    | （なし）        | マーベル・プロダクション サンボウ・プロダクション 東映動画 | 第14話から第62話までは金曜17:30枠で放送。ここから『トランスフォーマーシリーズ』（日米共同制作）               |
| 戦え!超ロボット生命体トランスフォーマー2010                                | 1986年11月14日 - 1987年6月26日 | 32   | （なし）        | マーベル・プロダクション サンボウ・プロダクション 東映動画 | |
| トランスフォーマー ザ☆ヘッドマスターズ                                     | 1987年7月3日 - 1988年3月25日   | 38   | （なし）        | タカラ 東映動画                                            | ここまで『トランスフォーマーシリーズ』。ここから純国産。なお、トランスフォーマーシリーズは火曜17:00枠へ移動。 |
| 魔神英雄伝ワタル                                                           | 1988年4月15日 - 1989年3月31日  | 45   | 矢立肇          | サンライズ ASATSU                                          | |
| 魔動王グランゾート                                                         | 1989年4月7日 - 1990年3月2日    | 41   | 矢立肇 広井王子 | サンライズ ASATSU                                          | |
| 魔神英雄伝ワタル2                                                          | 1990年3月9日 - 1991年3月8日    | 46   | 矢立肇          | サンライズ ASATSU                                          | 第29話以降は『魔神英雄伝ワタル2 超激闘編』と題して放送                                                        |
| 新世紀GPXサイバーフォーミュラ                                              | 1991年3月15日 - 12月20日       | 37   | 矢立肇          | サンライズ ASATSU                                          | |
| ママは小学4年生                                                            | 1992年1月10日 - 12月25日       | 51   | 矢立肇          | サンライズ ASATSU                                          | |
| ミラクル☆ガールズ                                                          | 1993年1月8日 - 12月24日        | 51   | 秋元奈美        | ASATSU ジャパンタップス 亜細亜堂                           | |
| （この間は再放送枠『所さんの目がテン』）                                   |                                |      |                 |                                                            | |
| それいけ!アンパンマン （第398話 - 第584話）                                | 1996年10月4日 - 2000年9月29日  | 187  | やなせたかし    | キョクイチ東京ムービー ↓ トムス・エンタテインメント        | 月曜17:30枠から移動。当枠では186話分を放送。2000年10月以降は金曜16:00枠で放送                                 |

### 後半 (17:30 - 18:00)
| 作品名                                                         | 放送期間                       | 話数 | 原作                        | 製作会社                                                   | 備考 |
| -------------------------------------------------------------- | ------------------------------ | ---- | --------------------------- | ---------------------------------------------------------- | --- |
| 六神合体ゴッドマーズ （第27話 - 第64話）                       | 1982年4月9日 - 12月24日        | 37   | 横山光輝                    | 東京ムービー新社                                           | 金曜18:00枠から移動 |
| （この間は再放送枠）                                           |                                |      |                             |                                                            | |
| ピュア島の仲間たち                                             | 1983年7月1日 - 12月23日        | 26   | ステファン・コスグロー      | 瑞鷹エンタープライズ                                       | |
| （この間は『星雲仮面マシンマン』を放送）                       |                                |      |                             |                                                            | |
| 機甲界ガリアン                                                 | 1984年10月5日 - 1985年3月29日  | 25   | 高橋良輔                    | 日本サンライズ                                             | |
| （この間は『サスペンス傑作劇場』を放送）                       |                                |      |                             |                                                            | |
| 戦え!超ロボット生命体トランスフォーマー                        | 1985年10月11日 - 1986年9月26日 | 48   | （なし）                    | マーベル・プロダクション サンボウ・プロダクション 東映動画 | 土曜9:30枠から移動。第63話以降は金曜17:00枠で放送 |
| Bugってハニー                                                  | 1986年10月3日 - 1987年9月25日  | 51   | 岡野かすみ 竹部隆司（原案） | 東京ムービー新社 旭通信社                                  | |
| （この間は『DOKIドキDO!』と『欽きらリン530!!』を放送）         |                                |      |                             |                                                            | |
| シティーハンター2 （第26話 - 第63話）                          | 1988年10月7日 - 1989年7月14日  | 37   | 北条司                      | サンライズ                                                 | 金曜16:30枠から移動。本作のみ読売テレビ製作。読売テレビでは土曜18:00に放送されていたが、日本テレビでは『鶴ちゃんのプッツン5』放送のため、読売テレビの6日遅れで放送 |
| 昆虫物語 みなしごハッチ                                        | 1989年7月21日 - 1990年8月31日  | 55   | 吉田竜夫                    | タツノコプロ 読売広告社                                    | リメイク版 |
| （この間は『黒船MOCOMOCO』、『ミュージックパフェ』などを放送） |                                |      |                             |                                                            | |
| D・N・A² 〜何処かで失くしたあいつのアイツ〜                    | 1994年10月7日 - 12月23日       | 12   | 桂正和                      | パオハウス                                                 | 本放送終了後にOVAで後日談が収録された。 |